# لانكاشير الغربية (دائرة انتخابية في المملكة المتحدة)
لانكاشير الغربية (بالإنجليزية: West Lancashire)‏ هي إحدى الدوائر الانتخابية في المملكة المتحدة الممثلة في مجلس العموم في برلمان المملكة المتحدة.
عضو البرلمان الذي يمثلها حالياً هو :Rosie Cooper (Lab).